# Ineta Ziemeleová
Ineta Ziemeleová (* 12. února 1970) je lotyšská právnička a od roku 2015 soudkyně Ústavního soudu Lotyšské republiky. Dne 8. května 2017 byla zvolena předsedkyní Ústavního soudu.
V roce 1995 byla zakládající členkou lotyšské sekce Mezinárodního výboru právníků.
Od 27. dubna 2005 do roku 2015 byla soudkyní Evropského soudu pro lidská práva (ESLP). V září 2012 se stala předsedkyní čtvrté sekce tohoto soudu. Jako soudkyně ESLP byla ve zprávě nevládní organizace citována kvůli možnému střetu zájmů. Zpráva ukazuje, že zasedala v šesti případech, kdy byl zapojen Mezinárodní výbor právníků, a v dalších případech, kdy byla zapojena iniciativa Open Society Justice Initiative (OSJI) a další příbuzné organizace (OSJI je citována, protože je profesorkou na Právnické fakultě v Rize, financované nadací Open Society Foundations-Lotyšsko).
V roce 1993 absolvovala Právnickou fakultu Lotyšské univerzity a pokračovala ve studiu ve Švédsku, kde získala magisterský titul z mezinárodního práva. Pokračovala v získání doktorského titulu na Univerzitě v Cambridgi na Wolfson College. Pracovala jako poradkyně pro výbor pro zahraniční věci Saeimy a lotyšského premiéra. Byla také profesorkou na Lotyšské univerzitě a Právnické fakultě v Rize.
Dne 2. září 2020 byla jmenována soudkyní Soudního dvora Evropské unie na období od 7. září 2020 do 6. října 2024.